# 银光站
银光站是位于宁夏回族自治区青铜峡市银光村的一个铁路车站，邮政编码751600。车站建于1992年，有包兰铁路经过该站，现不办理客货运业务，车站及其上下行区间均为电气化区段。车站距离包头站560公里，隶属兰州铁路局，是五等站。